# NHKコスモメディアアメリカ
NHKコスモメディア アメリカ（NHK Cosmomedia America, Inc.）は、アメリカ合衆国の映像制作・放送事業会社である。
北アメリカに於いてビデオ・オン・デマンド（VOD）サービス「Jme」を運営。NHKのグループ会社で、テレビ事業以外にも、NHK向け番組制作やイベント事業も手掛ける。
以前は日本語番組チャンネル「テレビジャパン」を運営していた他、2018年からは日本のドラマやバラエティ番組などを配信するSVODサービス「dライブラリジャパン」も運営している。
本社はニューヨーク州のマンハッタンのウォール街に所在。

## 沿革
- 1988年8月 NHKエンタープライズアメリカ社（NEPA）発足。
- 1990年11月 ジャパン・ネットワーク・グループ（JNG）がNHKグループと伊藤忠商事グループを中心に、日米の28社の出資の下設立。
- 2010年4月1日 JNGがNEPAの事業譲渡を受ける形で経営統合し現社名となる。

## 主要株主
- NHKエンタープライズ
- 伊藤忠商事